# Internationale luchthaven Haikou Meilan
De internationale luchthaven Haikou Meilan (Chinees: 海口美兰国际机场, Hanyu pinyin: Hǎikǒu Měilán Guójì Jīchǎng, Engels: Haikou Meilan International Airport) is een luchthaven op 25 kilometer ten zuidoosten van Haikou, China. De luchthaven bedient Haikou en de rest van het eiland Hainan.
De luchthaven opende in 1999. De laatste uitbreiding dateert van 2013 toen in augustus dat jaar een nieuwe terminal in gebruik werd genomen. In 2015 maakten 16.167.004 passagiers gebruik van de luchthaven. De luchthaven is een centrale hub voor Hainan Airlines en Tianjin Airlines.